# 侨报
《侨报》（英語：The China Press），通常被称为“侨报”，是一份在美国出版的亲中国共产党的中文报纸。它涵盖了广泛的新闻内容，重点关注美国和中国的新闻。
目前《侨报》拥有日报、周报以及中英文网站，并在全美15个华人聚居的城市设有发行点。

### 历史
《侨报》于1990年由中国国务院侨务办公室（OCAO）和中国新闻社派驻美国的人员创办，旨在应对1989年天安门广场抗议和镇压事件后对中国政府的负面看法。
《侨报》名义上由亚洲文化与传媒集团（Asian Culture and Media Group）拥有，该集团还拥有美国中文电视台SinoVision。其母公司是香港的亚州文化企业有限公司（Ya Zhou Wen Hua Enterprises Ltd），这家公司是在1997年香港回归中国之前由侨务办公室建立的前线阵地。香港的这家公司还拥有《欧洲时报》，这是与中国共产党统一战线工作部有关联的欧洲最大海外华人媒体网络。该香港公司的五名股东都与统一战线工作部或侨务办公室有联系。
根据无国界记者组织的报告，《侨报》和SinoVision由中国当局“隐秘控制”，并使用直接来自中国官方媒体的内容。学者拉里·戴蒙德（Larry Diamond）和谢尔（Orville Schell）指出，侨务办公室在1990年代初设立了这家公司，但隐藏了其经济角色。
前中国新闻社记者谢一宁曾担任《侨报》董事长，直到2018年被另一名报社员工陈忠启杀害，有传闻因与业务量要求提高有关，但陈后来与检方达成认罪协议，结果以较轻谋杀控罪被处21年监禁。《侨报》原先规划的新总部大楼“侨报媒体中心”也因命案被弃置，逐渐沦为游民营地；而《侨报》原先位于阿罕布拉的老办公室也已弃用，楼内早已分租给别的公司。
根据学者孙万宁的说法，《侨报》与《大纪元时报》、《世界日报》、《星岛日报》和《明报》一道，是服务于美国和加拿大华人社区的主要报纸。到2020年，《侨报》在美国至少15个主要城市拥有超过10万名华人读者，包括洛杉矶、旧金山、芝加哥、纽约、休斯敦、波士顿和华盛顿特区。
与其他与中国官方媒体有关的报纸不同，《侨报》并未在《外国代理人登记法》（FARA）下注册。

### 影响
2001年，詹姆斯敦基金会发布的一份关于中国媒体审查的报告指出，《侨报》是由中国政府直接或间接控制的四大海外华人报纸之一。
该报告的主要作者梅独者写道：“在美国，最具影响力的中文媒体是报纸——美国有四大中文报纸：世界日报、星岛日报、明报和《侨报》。其中三家要么直接要么间接受中国大陆政府控制，而第四家（总部设在台湾）最近也开始屈服于北京政府的压力。”
其他学者和记者也指出了《侨报》中亲中国共产党的内容。该报对中国相关问题的报道往往与中国国内官方媒体的立场一致，其内容也常常出现在中国大陆的国家新闻网站上。